# Toxoplasma gondii
Toxoplasma gondii је паразитска протозоа (посебно апикомплексна) која изазива токсоплазмозу. Пронађен широм свијета, T. gondii је способан да зарази практично све топлокрвне животиње,‍:1 али мачке су једини познати стални (дефинитивни) домаћини у којима се паразит може подвргнути сексуалној репродукцији.
Код глодара, T. gondii мијења понашање на начине који повећавају шансе глодара да буду плијен мачака. Подршка овој „хипотези о манипулацији“ произилази из студија које показују да пацови заражени T. gondii имају смањену аверзију према мачјем урину, док инфекција код мишева смањује општу анксиозност, повећава истраживачко понашање и повећава губитак аверзије према предаторима уопште. Пошто су мачке једини домаћини у којима се T. gondii може сексуално размножавати, сматра се да су такве манипулације понашања еволуционе адаптације које повећавају репродуктивни успјех паразита, јер ће глодари који не избегавају становање мачака вјероватније постати мачји плијен. Примарни механизми Т. гондии-индукованих промена понашања код глодара дешавају се кроз епигенетско ремоделовање у неуронима који управљају релевантним понашањем (нпр. хипометилација гена повезаних са аргинин вазопресином у медијалној амигдали, који у великој мјери смањују аверзију предатора).
Код људи, посебно одојчади и оних са ослабљеним имунитетом, инфекција T. gondii је генерално асимптоматска, али може довести до озбиљног случаја токсоплазмозе. T. gondii може у почетку да изазове благе симптоме сличне грипу у првих неколико недјеља након излагања, али иначе, здрави одрасли људи су асимптоматски. Ово асимптоматско стање инфекције се назива латентна инфекција и повезано је са бројним суптилним промјенама у понашању, психијатријским и личним промјенама код људи. Промјене у понашању које се примјећују између инфицираних и неинфицираних људи укључују смањену аверзију према мачјем урину (али са дивергентним путањама према полу) и повећан ризик од неколико психијатријских поремећаја – посебно шизофреније и биполарног поремећаја. Прелиминарни докази сугеришу да инфекција T. gondii може да изазове неке од истих промена у људском мозгу као оне уочене код глодара. О многим од ових асоцијација се жестоко расправљало, а новије студије су показале да су слабе, закључно:
У цјелини, било је мало доказа да је T. gondii повезан са повећаним ризиком од психијатријских поремећаја, лошом контролом импулса, аберацијама личности или неурокогнитивним оштећењем.
T. gondii је један од најчешћих паразита у развијеним земљама; серолошке студије процјењују да је до 50% свјетске популације било изложено T. gondii и може бити хронично инфицирано са T. gondii; иако се стопе инфекције значајно разликују од земље до земље. Процјене су показале да је највећа серопреваленција Имуноглобулин Г (ИгГ) у Етиопији, од 64,2%, од 2018. године.

## Структура паразита
Т. гондии садржи органеле зване рхоптрије и микронеме, као и друге органеле.

## Животни циклус Toxoplasma gondii
Животни циклус T. gondii може се широко сажети у двије компоненте: сексуалну компоненту која се јавља само код мачака (мачјих животиња, дивљих или домаћих) и асексуалну компоненту која се може јавити код готово свих топлокрвних животиња, укључујући људе, мачке и птице.‍:2 Пошто T. gondii може сексуално да се размножава само код мачака, мачке су стога примарни домаћин T. gondii. Сви остали домаћини – у којима може доћи само до асексуалне репродукције – су прелазни домаћини.

### Сексуална репродукцијаT. gondiii код мачјег сталног (дефинитивног) домаћина
Када се мачка инфицира са T. gondii (нпр. конзумирањем инфицираног миша који носи цисте ткива паразита), паразит преживљава пролаз кроз стомак, на крају инфицирајући епителне ћелије танког цријева мачке.‍:39 Унутар ових цревних ћелија, паразити пролазе кроз сексуални развој и репродукцију, производећи милионе циста са дебелим зидовима које садрже зиготе познатих као ооцисте. Мачке су једини коначни домаћини јер им недостаје експресија ензима делта-6-десатуразе (D6D) у цријевима. Овај ензим претвара линолну киселину; одсуство експресије омогућава системску акумулацију линолне киселине. Недавна открића су показала да је овај вишак линолне киселине неопходан за сексуалну репродукцију T. gondii.

### Избацивање ооциста код мачака
Инфициране епителне ћелије на крају пуцају и ослобађају ооцисте у лумен цријева, након чега се избацују у фецес мачке.‍:22 Ооцисте се затим могу проширити на земљиште, воду, храну или било шта потенцијално контаминирано фецесом. Веома отпорне, ооцисте могу да преживе и остану заразне много мјесеци у хладној и сувој клими.
Гутање ооциста од стране људи или других топлокрвних животиња је један од уобичајених путева инфекције. Људи могу бити изложени ооцистама, на пример, конзумирањем неопраног поврћа или контаминиране воде, или руковањем изметом заражене мачке.‍:2 Иако се мачке могу заразити и гутањем ооциста, оне су много мање осјетљиве на инфекцију ооцистама него прелазни домаћини.‍:107

### Почетна инфекција прелазног домаћина
Међу пронађеним домаћинима су свиње, кокошке, козе, овце‍:2 и црвени кенгур, истраживање Moré и сарадници из 2010. године.‍:162 Краве и коњи су отпорни и сматра се неспособним за значајну инфекцију.‍:11
T. gondii се сматра да има три стадијума инфекције;
- тахизоитна фаза брзе подјеле,
- брејдизоит фаза споре подкеле унутар цисте ткива и
- озист еколошка позорница.

Тахизоити су познати и као "тахизоични мерозоити" и брејдизоити као "брејдизоични мерозоити". Када ооцист или цисту ткива удише људска или друга топлокрвна животиња, отпорни зид цисте се раствара протеолитичким ензимима у стомаку и танким цријевима, ослобађајући спорозоите из ооцита. Паразити прво нападају ћелије у цријевном епителију и окружују их, а унутар ових ћелија паразити се разликују у тахизоите, покрећу се и брзо множе ћелијску фазу T. gondii.‍:39 Цисте ткива у ткивима као што су мождано и мишићно ткиво, формирају се око 7–10 дана након почетне инфекције. Иако је примјећена тешка инфекција М. руфуса непознато је да ли је то уобичајено.

### Асексуална репродукција у прелазном домаћину
Унутар ћелија домаћина, тахизоити се умножава унутар специјализованих вакуума (који се називају паразитофорни вакуоли) настали из мембране ћелија домаћина током инвазије у ћелију.‍:23–39 Тахyзоити се множе унутар овог вакуола док ћелија домаћина не умре и не пукне, ослобађајући и ширећи тахизоите преко крвотока на све органе и ткива тела, укључујући мозак.‍:39–40

### Раст у култури ткива
Паразит се може лако узгајати у монолерима ћелија сисара које се одржавају у витро у култури ткива. Она спремно напада и множи се у најразличитијим фибробластним и моноцитним линијама ћелија. У зараженим културама паразит се брзо умножчава и хиљаде тахизоита израњају из заражених ћелија и улазе у суседне ћелије, уништавајући монолајер у догледно вријеме. Нови монолајери се тада могу заразити помоћу капи ове течности заражене културе и паразита на неодређено вријеме одржаван без потребе животиња.

### Формирање цисте ткива
Након почетног периода инфекције који карактерише пролиферација тахизоита у цијелом тијелу, притисак имуног система домаћина доводи до претварања тахизоита T. gondii у брадизоите, полудормантни, полако дијељив ћелијски стадијум паразита.
Унутар ћелија домаћина, кластери ових брадизоита су познати као ткивне цисте. Зид цисте формира  се паразитофорна вакуолна мембрана.‍:343 Иако се цисте ткива које садрже брадизоит могу формирати у готово сваком органу, цисте ткива се претежно формирају и опстају у мозгу, очима и пругасто-пругастим мишићима (укључујући срце).‍:343 Међутим, специфични тропизми ткива могу варирати између прелазних врста домаћина; код свиња, већина ткивних циста се налази у мишићном ткиву, док се код мишева већина циста налази у мозгу.‍:41
Цисте се обично крећу у пречнику између пет и 50 µм, (с тим да је 50 µм око двије трећине ширине просјечне људске косе).
Потрошња ткивних циста у месу једно је од примарних начина инфекције T. gondii, како за људе тако и за топлокрвне животиње које се хране месом.‍:3 Људи конзумирају цисте ткива када једу сирово или недовољно кувано месо (посебно свињетину и јагњетину). Потрошња ткивних циста је такође примарни начин заразе мачака.‍:46
На изложби у Природњачком музеју у Сан Дијегу наводи се да градско отицање са мачјим изметом преноси T. gondii у океан, што може да убије морске видре.

### Хронична инфекција
Цисте ткива се могу одржавати у ткиву домаћина током живота животиње.‍:580 Међутим, чини се да је вјечито присуство циста посљедица периодичног процеса пуцања цисте и поновног огошћавања, а не вјечитог животног вијека појединачних циста или брадyзоита.‍:580 У сваком тренутку код хронично зараженог домаћина, веома мали проценат циста је пукао,‍:45 иако је тачан узрок ове цисте ткива, од 2010. године, још увијек непознат.‍:47
Теоретски, T. gondii се може пренијети између прелазних домаћина на неодређено вријеме путем циклуса конзумирања цисте ткива у мјесту. Међутим, животни циклус паразита почиње и завршава се тек када се паразит прослиједи сталном (дефинитивном) домаћину, а то су мачке, једином домаћину у оквиру којег паразит поново може да се подвргне сексуалном развоју и репродукцији.

### Структура становништва у дивљини
Истраживачи су 2006. године прегледали доказе да T. gondii има необичну структуру становништва у којој доминирају три клоналне лозе под називом Типови  I, II and III које се јављају у Сјеверној Америци и Европи, упркос појављивању сексуалне фазе у њеном животном циклусу. Процјенили су да је заједнички предак постојао прије око 10.000 година. Аутори накнадне и веће студије о 196 изолованих из различитих извора укључујући T. gondii у ћелавом орлу, сивом вуку, арктичкој лисици и морској видра, такође су открили да T. gondii сојеви који инфицирају северноамеричке дивље животиње имају ограничену генетску разноликост са појавом само неколико великих типова клонова. Открили су да је 85% сојева у Сјеверној Америци један од три распрострањена генотипа II, III и Тип 12. Тако је T. gondii задржао способност за секс у Сјеверној Америци током многих генерација, производећи углавном клоналну популацију, а парење је генерисало малу генетску разноликост.

## Ћелијски стадијуми
Током различитих периода свог животног циклуса, појединачни паразити се претварају у различите ћелијске стадијуме, при чему се свака фаза карактерише различитом ћелијском морфологијом, биохемијом и понашањем. Ове фазе укључују тахизоите, мерозоите, брадизоите (налазе се у ткивним цистама) и спорозоите (налазе се у ооцистама).
Неки стадијуми су покретни и неке протеин киназе зависне од калцијума (TgCDPK) су укључене у покретљивост овог паразита. Гаји и др. 2015. открили да је TgCDPK3 неопходан да започне деловање покретљивости јер фосфорилише миозин А T. gondii (ТгМИОА). TgCDPK3 је функционални ортолог CDPK1 у овом паразиту.

### Тахизоити
Покретни, и брзо умножавајући, тахизоити су одговорни за ширење популације паразита у домаћину.‍:19 Када домаћин поједе цисту ткива (која садржи брадизоите) или ооцисту (која садржи спорозоите), брадизоити или спорозоити се у стадијуму претварају у тахизоите након инфицирања цревног епитела домаћина.‍:359  Током почетног акутног периода инфекције, тахизоити се шире по тијелу крвотоком.Током каснијег, латентног периода инфекције, тахизоити се шире по цијелом тијелу кроз крвоток.‍:39–40 Касније, током латентне (хроничне) фазе инфекције, тахизоити се претварају у брадизоите и формирају цисте ткива.

### Мерозоити
Као и тахизоити, мерозоити се брзо дијеле и одговорни су за ширење популације паразита унутар мачијег цријева пре сексуалне репродукције. Када мачји коначни домаћин поједе цисту ткива (која садржи брадизоите), брадизоити се претварају у мерозоите унутар цријева, епителне ћелије.‍:19 Након кратког периода брзог раста популације у цријевном епителу, мерозоити се претварају у неинфективне сексуалне стадијуме паразита да би се подвргли сексуалном размножавању, што на крају доводи до ооциста које садрже зиготе.‍:306

### Брадизоити
Брадизоити су стадијум паразита који се полако дијели и који чине ткивне цисте. Када неинфицирани домаћин поједе цисту ткива, брадизоити ослобођени из цисте инфицирају епителне ћелије цријева прије него што пређу у пролиферативну фазу тахизоита.‍:359  Након почетног периода пролиферације у цијелом тијелу домаћина, тахизоити се затим претварају назад у брадизоите, који се враћају у брадизоите, који се потом претварају у брадизоите. репродукују унутар ћелија домаћина да би формирале ткивне цисте у новом домаћину.

### Спорозоити
Спорозоити су стадијум паразита који живи унутар ооциста. Када човјек или други топлокрвни домаћин поједе ооцисту, из ње се ослобађају спорозоити који инфицирају епителне ћелије пре преласка у пролиферативни стадијум тахизоита.‍:359

## Имунолошки одговор
У почетку, T. gondii инфекција стимулише производњу IL-2 и IFN-γ које користи урођени имуни систем. Континуирана IFN-γ производња је неопходна за контролу и акутне и хроничне инфекције T. gondii. Ова два цитокина елицитирала су CD4 + и CD8 + Т-ћелију посмрнули имунолошки одговор. Тако Т-ћелије играју централну улогу у имунитету против инфекције Токсоплазме. Т-ћелије препознају токсоплазма антигене које им представљају молекули главног хистокомпатибилног комплекса (MHC) тијела. Специфична генетска секвенца датог MHC молекула драстично се разликује између појединаца, због чега су ови молекули укључени у одбацивање трансплантације. Појединци који носе одређене генетске секвенце МХЦ молекула много је вероватније да ће бити заражени Токсоплазмом. Једна студија о > 1600 појединаца открила је да је инфекција токсоплазмом посебно честа код људи који су изражавали одређене MHC алеле (HLA-B*08:01, HLA-C*04:01, HLA-DRB 03:01, HLA-DQA*05:01 и HLA-DQB*02:01).
IL-12 се производи током T. gondii инфекције да би се активирале природне ћелије убице (НК ћелије). Триптофан је есенцијална аминокиселина за T. gondii, коју посиње из ћелија домаћина. IFN-γ индукује активирање indolamin 2,3-dioksigenaza (IDO) и triptofan 2,3-dioksigenaza (TDO), два ензима који су одговорни за деградацију триптофана. Имуни притисак на крају наводи паразита да формира цисте које се иначе таложе у мишићима и у мозгу домаћина.

### Имунолошки одговор и промјене у понашању
Активација IDO и TDO, у којима посредује IFN-γ је еволуциони механизам који служи за гладовање паразита, али може резултирати исцрпљивањем трyптофана у мозгу домаћина. IDO и TDO деградирају трyптофан на N'-Formilkinurenin. Администрација L-kynurenine је способна да изазове депресивно понашање код мишева. Показало се да T. gondii инфекција повећава ниво кајнуренске киселине (KYNA) у мозгу заражених мишева и у мозгу шизофрених особа. Низак ниво трyптопхана и серотонина у мозгу је већ био повезан са депресијом.

## Фактори ризика за инфекцију људи
Идентификовани су сљедећи фактори ризика за инфекцију T. gondii код људи и топлокрвних животиња:
- конзумирање сировог или недовољно куваног меса које садржи цисте ткива Т. гондии.[31][49][50][51][52] Најчешћа претња грађанима у САД је од једења сирове или недовољно куване свињетине.[53]
- гутањем воде, земље, поврћа или било чега контаминираног ооцистама које се изливају у измету заражене животиње.[49] Мачја фекална материја је посебно опасна: само једна циста коју поједе мачка може резултирати хиљадама ооциста. Због тога љекари препоручују трудницама или болесним особама да не чисте мачји измет код куће.[53] Ове ооцисте су отпорне на оштре услове животне средине и могу да преживе више од годину дана у контаминираном земљишту.[53] Ове ооцисте су отпорне на оштре услове животне средине и могу да преживе више од годину дана у контаминираном тлу.[34][54]
- од трансфузије крви или трансплантације органа[55]
- од трансплаценталног пријеноса са мајке на фетус, посебно када се T. gondii зарази током трудноће[49]
- од пијења непастеризованог козјег млијека[50]
- од сирове и пречишћене отпадне воде и шкољкаша контаминираних третираном канализацијом[56][57][58][59]

Уобичајени аргумент у дебати о томе да ли је власништво мачака етично укључује питање преноса T. gondii на људе. Иако је „живот у домаћинству са мачком која је користила кутију за отпатке снажно повезан са инфекцијом“, и да живот са неколико мачића или било којом мачком млађом од годину дана има одређени значај, неколико других студија тврди да су показали да живот у домаћинству са мачком није значајан фактор ризика за инфекцију T. gondii.
Одређени вектори за пријенос такође могу да се разликују на основу географске локације. "Сматра се да је морска вода у Калифорнији загађена Ооцистима T. gondii који потичу из мачјег измета, преживљавају или заобилазе третман канализације и путују до обале кроз ријечне системе. T. gondii је идентификован у калифорнијским дагњама по полимерази ланчаној реакцији и ДНК секвенцирању. У свијетлу потенцијалног присуства T. gondii, труднице и имуносупресивне особе треба да буду свјесне тог потенцијалног ризика повезаног са једењем сирових острига, дагња и шкољки."
Код топлокрвних животиња, као што су смеђи пацови, овце и пси, показало се да се T. gondii сексуално преноси. Иако T. gondii може да инфицира, да се преноси и да се сексуално размножава унутар људи и практично свих других топлокрвних животиња, паразит може сексуално да се размножава само унутар цријева чланова породице мачака. Мачке су стога дефинитивни домаћини ТT. gondii; сви остали домаћини (као што су људски или други сисари) су прелазни домаћини.

## Превенција инфекције
Следеће мјере предострожности и превенције се препоручују да би се спречиле или у великој мјери смањиле шансе за заразу T. gondii. Сљедеће информације су преузете са веб страница Центара за контролу и превенцију болести Сједињених Америчких Држава и Клинике Мајо.

### Превенција инфекције преко хране
Основне безбједносне праксе при руковању храном могу спријечити или смањити шансе да се заразите T. gondii, као што је прање неопраног воћа и поврћа и избегавање сировог или недовољно куваног меса, живине и морских плодова. Друге небезбједне праксе као што је пијење непастеризованог млијека или необрађене воде могу повећати шансе за инфекцију. Како се T. gondii обично преноси уносом микроскопских циста у ткивима заражених животиња, месо које није припремљено да их уништи представља ризик од инфекције. Замрзавање меса неколико дана на температурама испод нуле (0 °F или -18 °C) прије кувања може разбити све цисте, јер оне ријетко преживе те температуре.‍:45 Током кувања, цијеле комаде црвеног меса треба кувати на унутрашњој температури од најмање 63 °C (145 °F). Средње кувано месо се углавном кува између 55 и 60 °C (130 и 140 °F), па се препоручује да се месо кува најмање на средњем нивоу. Након кувања, потребно је оставити период одмора од 3 минута пре конзумирања. Међутим, мљевено месо треба да се кува на унутрашњој температури од најмање 71 °C (160 °F) без периода одмора. Сва живина треба да се кува на унутрашњој температури од најмање 74 °C (165 °F). Након кувања, потребно је оставити период одмора од 3 минута прије конзумирања.

### Превенција инфекције из животне средине
Ооцистама у мачјем измету потребно је најмање један дан да спорулишу (да постану заразне након што се избаце), тако да свакодневно одлагање мачјег пјеска увелико смањује шансу за развој заразних ооциста. Пошто се они могу ширити и опстати у околини мјесецима, људи би требало да носе рукавице када раде у башти или раде са земљом и треба да оперу руке одмах након одлагања мачјег пјеска. Ове мјере предострожности се примјењују на спољашње сандуке/пјешчанике за играње, које треба покрити када се не користе. Мачји измет никада не треба испуштати у тоалет.
Труднице су под већим ризиком да пренесу паразит на своје нерођено дијете, а особе са ослабљеним имунитетом од добијања дуготрајне инфекције. Због тога не би требало да мјењају или рукују кутијама за мачји отпад. У идеалном случају, мачке треба држати у затвореном простору и хранити их само храном која има мали или никакав ризик од ношења ооциста, као што је комерцијална храна за мачке или добро кувана храна за сто.

### Вакцинација
Не постоји одобрена људска вакцина против T. gondii. Истраживања о људским вакцинама су у току.
За овце, одобрена жива вакцина која се продаје као Toxovax (од MSD Animal Health) пружа доживотну заштиту.

## Треман заражених
Код људи, активна токсоплазмоза се може лијечити комбинацијом лијекова као што су пириметамин и сулфадиазин, уз додатак фолинске киселине. Неким зараженим пацијентима ће можда бити потребно континуирано лијечење док/осим ако се њихов имуни систем не обнови.

## Ефекти животне средине
У многим дијеловима свијета, гдје постоји велика популација дивљих мачака, постоји повећан ризик за домаће дивље животиње због повећане инфекције T. gondii. Утврђено је да су концентрације T. gondii у серуму у популацији дивљих животиња повећане тамо гдје постоје велике количине популација мачака. Ово ствара опасно окружење за организме који нису еволуирали у кохабитацији са мачкама и њиховим паразитима.

### Минке и видре
Токсоплазмоза је један од фактора који доприносе смртности јужних морских видра, посебно у областима гдје постоји велики градски отицај. У својим природним стаништима, морске видре контролишу популације морских јежева и тако индиректно контролишу шуме морских алги. Омогућавањем раста морских алги, друге морске популације су заштићене, као и смањене емисије CO2 због способности морске алге да апсорбује атмосферски угљеник. Испитивање 105 видра које се бацају на плажу открило је да је 38,1% имало паразитске инфекције, а 28% наведених инфекција је довело до смрти од протозоалног менингоенцефалитиса. Утврђено је да је Токопласма гондии основни узрок у 16,2% ових смртних случајева, док је 6,7% смртних случајева узроковано блиско повезаним протозојским паразитом познатом као Сарцоцистис неурона.
Минке, будући да су полуводне, такође су подложне инфекцији и позитивне су на антитела на Токопласма гондии. Минке могу да прате сличну исхрану као видре и да се хране раковима, рибама и бескичмењацима, тако да пут преноса прати сличан образац као и видре. Због способности куне да чешће прелази на земљу, и често се посматра као инвазивна врста, куне представљају већу претњу у транспорту Т. гондии до других врста сисара, пре него видре које имају рестриктивнију ширину.

### Црноноги пингвини
Иако недовољно проучене, популације пингвина, посебно оне које дијеле окружење са људском популацијом, изложене су ризику због инфекција паразитима, углавном T. gondii. Главне подврсте пингвина за које је утврђено да су заражене T. gondii укључују дивље Магеланове и Галапагоске пингвине, као и плаве и афричке пингвине у заточеништву. У једној студији, 57 (43,2%) од 132 узорка серума Магеланових пингвина откривено је да има T. gondii. Острво на коме се налази пингвин, острво Магдалена, познато је да нема популације мачака, али веома честу популацију људи, што указује на могућност преношења.

### Хистопатологија
Прегледом црноногих пингвина са токсоплазмозом открива се хепатомегалија, спленомегалија, крварење у лобањи и некротизирани бубрези. Алвеоларно и јетрено ткиво представља велики број имуних ћелија као што су макрофаги који садрже тахизоите Т. гондии. Хистопатолошке карактеристике код других животиња обољелих од токсоплазмозе имале су тахизоите у структурама ока као што је ретина, што је довело до сљепила.

## Пренос инфенције путем воде
Пренос ооциста путем воде је непознат, иако има много документованих случајева инфекције код морских врста. Истраживачи су открили да ооцити T. gondii могу да преживе у морској води најмање 6 мјесеци, при чему количина концентрације соли не утиче на њен животни циклус. Није било студија о способности животног циклуса ооциста T. gondii у слатководним срединама, иако су инфекције и даље присутне. Једна могућа хипотеза преноса је путем врста амебе, посебно Acanthamoeba spp, врсте која се налази у свим воденим срединама (свјежа, боћата и морска вода пуне снаге). Нормално, амебе функционишу као природни филтер, фагоцитирају хранљиве материје и бактерије које се налазе у води. Неки патогени су то искористили у своју корист, међутим, и еволуирали су да избегну разградњу и на тај начин преживе затворени у амеби – ово укључује Holosporaceae, Pseudomonaceae, Burkholderiacceae, између осталих. Све у свему, ово помаже патогену у транспорту, али такође и заштити од лијекова и стерилизатора који би у супротном изазвали смрт патогена. Студије су показале да ооцисте T. gondii могу да живе у амебама након што су прогутане најмање 14 дана без значајног уништавања паразита. Способност микроорганизма да преживи in vitro зависи од самог микроорганизма, али постоји неколико свеобухватних механизама. Утврђено је да ооцисте T. gondii отпорне на кисели pH и стога су заштићене ацидификацијом која се налази у ендоцитним вакуолама и лизозомима. Фагоцитоза се даље повећава са површинском мембраном богатом угљеним хидратима која се налази на амебама. Патоген се може ослободити или лизом амебе или егзоцитозом, али то је недовољно проучавано.

## Утицај на дивље птице
Скоро све врсте птица које су тестиране на T. gondii показале су се позитивним. Једине врсте птица које нису пријављене са клиничким симптомима токсоплазмозе биле би дивље патке, а постојао је само један извјештај о припитомљеним паткама који се појавио 1962. године. Врсте отпорне на Т. гондии укључују домаће ћурке, сове, црвенорепе јастребове и врапце, у зависности од соја T. gondii. T. gondii је знатно израженији код голубова, посебно код крунских голубова, украсних голубова и голубова поријеклом из Аустралије и Новог Зеланда. Типичан почетак је брз и обично доводи до смрти. Они који преживе често имају хронична стања енцефалитиса и неуритиса. Слично томе, примећено је да су канаринци једнако озбиљни као и голубови, али су клинички симптоми абнормалнији у поређењу са другим врстама. Већина инфекције утиче на око, изазивајући сљепило, лезије хороида, коњуктивитис, атрофију ока, блефаритис и хориоретинитис. Већину времена инфекција доводи до смрти.

## Тренутни еколошки напори
Урбанизација и глобално загријавање су изузетно утицајни на преношење T. gondii. Температура и влажност су велики фактори у фази спорулације: ниска влажност је увек фатална за ооцисте, а такође су подложне екстремним температурама. Падавине су такође важан фактор за преживљавање водених патогена. Пошто повећане падавине директно повећавају проток у ријекама, повећава се и количина протицаја у приобална подручја. Ово може проширити водене патогене на широка подручја.
Не постоји ефикасна вакцина за T. gondii, а истраживања о живој вакцини су у току. Храњење мачака комерцијално доступном храном, а не сировим, недовољно куваним месом, спречава мачке да постану домаћини ооцистама, пошто је већа преваленција у областима гдје се храни сировим месом. Истраживачи такође сугеришу да власници ограниче мачке да живе у затвореном простору и да буду стерилисане или стерилисане како би се смањила популација мачака луталица и смањиле интеракције међу домаћинима. Предлаже се да се фекалне материје из кутија за отпатке сакупљају свакодневно, стављају у врећу која се може затворити и бацају у смеће, а не у тоалет, тако да је контаминација воде ограничена.
Истраживања су показала да мочваре са великом густином вегетације смањују концентрацију ооциста у води кроз два могућа механизма. Прво, вегетација смањује брзине тока, што омогућава веће таложење због повећаног времена транспорта. Друго, вегетација може да уклони ооцисте кроз своју способност да механички напреже воду, као и кроз процес адхезије (тј. везивања за биофилмове). Утврђено је да подручја ерозије и уништавања обалних мочвара садрже повећане концентрације ооциста T. gondii, које се затим уливају у отворене приобалне воде. Постојећи физички и хемијски третмани који се обично користе у постројењима за пречишћавање воде показали су се неефикасним против T. gondii. Истраживања су показала да UV-C дезинфекција воде која садржи ооцисте доводи до инактивације и могуће стерилизације.

## Геном
Секвенцирани су геноми више од 60 сојева T. gondii. Већина је величине 60–80 Мб и састоји се од 11–14 хромозома. Главни сојеви кодирају 7.800–10.000 протеина, од којих је око 5.200 сачувано у RH, GT1, ME49, VEG. База података, ToxoDB, је успостављена да документује геномске информације о токсоплазми.

## Историја
Године 1908, док су радили у Пастеровом институту у Тунису, Charles Nicolle и Louis Manceaux су открили протозојски организам у ткивима глодара сличног хрчку познатог као гунди, Обични гунди. Иако су Charles Nicolle и Louis Manceaux у почетку вјеровали да је организам припадник рода Leishmania који су описали као „Leishmania gondii“, убрзо су схватили да су у потпуности открили нови организам; преименовали су је у T. gondii. Ново име рода Токопласма је референца на његову морфологију: Токо, од грчког τοξον (токсон, „лук“) и πλασμα (плазма, „облик“) и домаћина у којем је откривена, гунди. Исте године када су Charles Nicolle и Louis Manceaux открили T. gondii, Алфонсо Сплендоре је идентификовао исти организам код зеца у Бразилу. Међутим, није му дао име. Године 1914, италијански тропски стручњак Алдо Кастелани је „први посумњао да токсоплазмоза може да утиче на људе“.
Прва коначна идентификација T. gondii код људи била је код дјевојчице која је рођена у пуном термину царским резом 23. маја 1938. године у болници за бебе у Њујорку. Дјевојчица је почела да има нападе са три дана старости, а љекари су идентификовали лезије на макулама оба ока. Када је умрла са мјесец дана, урађена је обдукција. Утврђено је да лезије откривене у њеном мозгу и ткиву ока имају и слободну и интрацелуларну Т. gondii'. Инфицирано ткиво дјевојчице је хомогенизовано и интрацеребрално инокулисано у зечеве и мишеве; тада су развили енцефалитис. Касније је урођени пренос потврђен код многих других врста, посебно код заражених оваца и глодара.
Могућност преношења T. gondii путем конзумирања недовољно куваног меса први су предложили D. Weinman и A. H Chandler 1954. године. Године 1960. показало се да се релевантни зид цисте раствара у протеолитичким ензимима који се налазе у желуцу, ослобађајући инфективне брадизоите у стомак (који прелазе у црева). Хипотеза о преношењу путем конзумирања недовољно куваног меса тестирана је у сиротишту у Паризу 1965. године; учесталост T. gondii порасла је са 10% на 50% након годину дана додавања двије порције слабо куваног говеђег или коњског меса у свакодневну исхрану многих сирочади, и на 100% међу онима који су храњени средње куваним јагњећим котлетима.
Студија из 1959. године у Мумбају показала је да је преваленција код строгих вегетаријанаца слична оној код невегетаријанаца. Ово је подигло могућност трећег главног пута заразе, осим урођеног и не добро куваног меса месождерског преноса.
Године 1970. ооцисте су нађене у (мачјем) измету. Показан је фекално-орални пут инфекције путем ооциста. Током 1970-их и 1980-их година 20. вијека, измет широког спектра заражених животињских врста је тестиран да би се видјело да ли садржи ооцисте — најмање 17 врста мачјих животиња излучује ооцисте, али није показано да ниједан не-фелид дозвољава сексуалну репродукцију T. gondii (што је довело до излучивање ооцисте).
Elmer R. Pfefferkorn је 1984. године објавио своје откриће да третман људских фибробласта хуманим рекомбинантним интерфероном гама блокира раст T. gondii.

## Разлике у понашању заражених домаћина
Постоји много случајева у којима су пријављене промјене понашања код глодара са T. gondii. Промјене које су уочене биле су смањење њихове урођене несклоности мачкама, што је олакшало мачкама да плене глодаре. У експерименту који су спровели Бердои и његове колеге, заражени пацови су дали предност подручју са мирисом мачака у односу на подручје са мирисом зеца, што је олакшало паразиту да учини свој последњи корак у свом коначном мачјем домаћину. Ово је примјер проширеног концепта фенотипа, односно идеје да се понашање заражене животиње мења како би се максимизирао опстанак гена који повећавају грабежљивост средњег домаћина глодара.
Разлике у понашању зависном од пола примјећене код инфицираних домаћина у поређењу са неинфицираним појединцима могу се приписати разликама у тестостерону. Заражени мушкарци су имали виши ниво тестостерона, док су заражене жене имале значајно ниже нивое, у поређењу са њиховим неинфицираним еквивалентима. Посматрајући људе, студије које су користиле Кателов упитник о 16 фактора личности су откриле да су заражени мушкарци имали ниже резултате на фактору Г (снага суперега/свјесност правила) и више на фактору Л (будност), док је супротан образац примећен код заражених жена. Такви људи су чешће занемаривали правила и били су експедитивнији, сумњичави и љубоморнији. С друге стране, жене су биле срдачније, отвореније, савјесније и моралистичке. Мишеви инфицирани са Т. гондии имају лошије моторичке перформансе од неинфицираних мишева. Дакле, компјутеризовани једноставан тест реакције је дат и зараженим и неинфицираним одраслим особама. Утврђено је да су заражени одрасли имали много лошије резултате и брже губили концентрацију од контролне групе. Али, ефекат инфекције објашњава само мање од 10% варијабилности у перформансама (тј. могу постојати и други збуњујући фактори). Такође је примјећена корелација између серопреваленције T. gondii код људи и повећаног ризика од саобраћајних незгода. Заражени субјекти имају 2,65 пута већи ризик да дођу до саобраћајне незгоде. (тј. могу постојати и други збуњујући фактори). Корелација је такође примећена између серопреваленције T. gondii код људи и повећан ризик од саобраћајних незгода. Заражени субјекти имају 2,65 пута већи ризик да дођу до саобраћајне незгоде. Турска студија је потврдила да ово важи за возаче. Овај паразит је повезан са многим неуролошким поремећајима као што је шизофренија. У мета-анализи 23 студије које су испуниле критеријуме за укључивање, серопреваленција антитела на T. gondii код људи са шизофренијом је значајно већа него у контролној популацији (ОР=2,73, П<0,000001). Резиме студија из 2009. открио је да су особе које су покушале самоубиство имале далеко више индикативних (ИгГ) антитела од пацијената са менталним здрављем без покушаја самоубиства. Показало се и да је инфекција повезана са самоубиством код жена старијих од 60 година. (П<0,005)
Као што је раније поменуто, ови резултати повећаног удјела људи који су серопозитивни на паразите у случајевима ових неуролошких поремећаја не указују нужно на узрочну везу између инфекције и поремећаја. Такође је важно напоменути да је 2016. године урађена популацијска репрезентативна кохортна студија рођења, како би се тестирала хипотеза да је токсоплазмоза повезана са оштећењем мозга и понашања мереним низом фенотипова укључујући неуропсихијатријске поремећаје, лошу контролу импулса, личности и неурокогнитивни дефицити. Резултати ове студије нису подржали резултате у претходно поменутим студијама, више него маргинално. Ниједна од П-вредности није показала значај за било коју мјеру исхода. Према томе, према овој студији, присуство антитела на T. gondii није у корелацији са повећањем осјетљивости на било који од фенотипова понашања (осим вјероватно на већу стопу неуспјешних покушаја самоубиства). Овај тим није уочио никакву значајну повезаност између серопозитивности T. gondii и шизофреније. Тим напомиње да би нулти налази могли бити лажно негативни због ниске статистичке моћи због мале величине узорка, али у односу на ову тежину, њихово подешавање би требало да избјегне неке могућности грешака у око 40 студија које су показале позитивну корелацију. Закључили су да треба спровести даље студије. Друга популацијска репрезентативна студија са 7440 људи у Сједињеним Државама открила је да је инфекција токсоплазмом била 2,4 пута чешћа код људи који су у историји имали симптоме маничне и депресије (биполарни поремећај типа 1) у поређењу са општом популацијом.
Истраживање о вези између инфекције T. gondii и предузетничког понашања показало је да студенти који су били позитивни на изложеност T. gondii имају 1,4 пута већу вјероватноћу да ће се бавити бизнисом и 1,7 пута већа вјероватноћа да ће имати нагласак на „менаџменту и предузетништву“. Међу 197 учесника предузетничких догађаја, изложеност T. gondii била је у корелацији са 1,8 пута већом вјероватноћом да су покренули сопствени бизнис.
Објављено истраживање је такође показало да инфекција T. gondii може потенцијално да подстакне промјене у политичким увјерењима и вриједностима неке особе. Они који су заражени паразитом имају тенденцију да показују већи степен размишљања „ми против њих“.
Механизам иза промјена у понашању се дјелимично приписује повећаном метаболизму допамина, који се може неутралисати лијековима антагонистима допамина.[115] T. gondii има два гена који кодирају за бифункционалну фенилаланин и тирозин хидроксилазу, два важна корака биосинтезе допамина који ограничавају брзину. Један од гена је конститутивно изражен, док се други производи само током развоја цисте. Поред додатне производње допамина, инфекција T. gondii такође производи дуготрајне епигенетске промјене код животиња које повећавају експресију вазопресина, вјероватног узрока промјена које трају након уклањања инфекције.
У 2022. години, студија објављена у часопису Натуре о добро документованој популацији вукова проучаваних током свог живота, сугерише да T. gondii такође може имати значајан утицај на њихово понашање. То је сугерисало да је инфекција овим паразитом охрабрила заражене вукове на понашање које је одредило лидерске улоге и утицало на понашање које преузима ризик, можда чак и мотивисало оснивање нових независних чопора које би они успоставили и водили у обрасцима понашања који се разликују од оних у чопорима у које су били рођени. Студија је утврдила да би понекад заражени вук постао једини мужјак који се размножава у чопору, што је довело до значајног ефекта на другу врсту од стране T. gondii.